# Eremocarpus
Eremocarpus é um género botânico pertencente à família Euphorbiaceae.

## Espécie
Eremocarpus setigerus Benth.